# Mateusz Kamiński
Mateusz Kamiński (Olsztyn, 3 de mayo de 1991) es un deportista polaco que compite en piragüismo en las modalidades de aguas tranquilas y maratón.
Ganó dos medallas de bronce en el Campeonato Mundial de Piragüismo, en los años 2015 y 2017, y dos medallas de bronce en el Campeonato Europeo de Piragüismo, en los años 2016 y 2017.
En la modalidad de maratón obtuvo una medalla de bronce en el Campeonato Mundial de Piragüismo en Maratón de 2022, en la prueba de C1 en distancia corta.

## Palmarés internacional
| Campeonato Mundial | Campeonato Mundial       | Campeonato Mundial | Campeonato Mundial |
| Año                | Lugar                    | Medalla            | Competición        |
| ------------------ | ------------------------ | ------------------ | ------------------ |
| 2015               | Milán (Italia)           | Medalla de bronce  | C1 5000 m          |
| 2017               | Račice (República Checa) | Medalla de bronce  | C1 5000 m          |
| Campeonato Europeo |                          |                    |                    |
| Año                | Lugar                    | Medalla            | Competición        |
| 2016               | Moscú (Rusia)            | Medalla de bronce  | C1 5000 m          |
| 2017               | Plovdiv (Bulgaria)       | Medalla de bronce  | C1 5000 m          |

| Campeonato Mundial | Campeonato Mundial       | Campeonato Mundial | Campeonato Mundial |
| Año                | Lugar                    | Medalla            | Competición        |
| ------------------ | ------------------------ | ------------------ | ------------------ |
| 2022               | Ponte de Lima (Portugal) | Medalla de bronce  | C1 (DC)            |